# Saltstraumen
Saltstraumen – niewielka cieśnina w północnej Norwegii, w której występuje jeden z najsilniejszych prądów pływowych na świecie, położona ok. 10 km na południowy wschód od Bodø (32 km po drodze). 
Cieśnina leży między wyspami Straumøya i Knaplundsøya, łączy Saltfjorden z Skjerstadfjorden oraz ma ok. 3 km długości i zaledwie 150 m w najwęższym miejscu. Przekracza ją most na drodze nr 17. Skjerstadfjorden ma łączną powierzchnię ok. 235 km², co przy różnicy pływu 2 m daje ok. 470 mln m³, które przy każdej zmianie pływu przeciskają się przez trzy cieśniny – płytką Godøystraumen, która prawie wysycha podczas niskiego pływu, Sundstraumen oraz Saltstraumen, przez którą przepływa większość wody.
Cieśnina jest przedzielona małą wysepką Storholmen. Odnoga na wschód od wyspy ma ok. 125 m szerokości i 30 m głębokości; odnoga zachodnia ma ok. 60 m szerokości i 25 m głębokości. Podczas każdego przypływu i odpływu przemieszcza się nią ponad 400 mln m³ wody (zmiana kierunku następuje co ok. 6 godzin). Prędkość prądu osiąga nawet 20 węzłów (ok. 40 km/h); jest to wartość maksymalna w niektórych fragmentach strumienia, przy czym wyliczenia (brak dokładnych pomiarów) wskazują na średnią prędkość około 12–13 węzłów. Objętość wody jest zbyt duża, by poziomy akwenów wyrównały się w pełni; maksymalny przypływ w głębi Skjerstadfjord sięga dwóch metrów, o ponad metr mniej niż w leżącym przy otwartym morzu Bodø (3,3 m), a maksymalny poziom wody jest opóźniony niemal o dwie godziny względem otwartego morza, gdyż woda nie nadąża przepływać przez cieśniny.
Szybki strumień wody, rozbijający się o wysepki i skały nadbrzeżne, powoduje powstawanie licznych wirów, szerokich na 10–15 m i powodujących wgłębienie powierzchni wody sięgające 1 m (pod powierzchnią wir jest znacznie głębszy). Są one niebezpieczne dla żeglugi, ale przyciągają amatorów sportów ekstremalnych. Silne mieszanie wody powoduje jej mocne natlenianie, a równocześnie podrywanie substancji odżywczych z dna i brzegów. W efekcie okolice cieśniny są bogate w życie morskie; obfitość glonów i bezkręgowców przywabia ryby, których łowienie jest atrakcją turystyczną. 
Rozważany był potencjał energetyczny Saltstraumen. Studia wykazały, że przez 2/3 cyklu pływowego prędkość prądu w cieśninie przekracza 3 m/s, a maksymalnie osiąga nawet 4 m/s i więcej; teoretycznie można by tu wyprodukować 205 MWh energii elektrycznej rocznie. Projekty zbudowania elektrowni pływowej zostały jednak odrzucone ze względu na niepewny potencjał do wykorzystania, trudne do oszacowania koszty inwestycji i możliwy negatywny wpływ na środowisko na obszarze, który został uznany za chroniony. Z tego samego powodu nie wyrażono też zgody na zbudowanie pilotażowej instalacji na Sundstraumen.
Okolice cieśniny są zamieszkałe od około 10 tys. lat. Ówczesny poziom morza był wyższy o ok. 80 m, a – co za tym idzie – cieśnina była dużo szersza. Wybrzeże było dostatecznie bogate w ryby i inną zwierzynę, by przyciągnąć ludzi. W epoce żelaza i okresie wikingów ziemie te także były zamieszkałe, o czym świadczą kopce grobowe i fundamenty domów odnalezione niedaleko brzegów cieśniny. Według sag król Olaf I Tryggvason przybył, by podporządkować sobie lokalnego możnowładcę i maga Rauda, ale został pokonany przez silne prądy i mgłę (co prawdopodobnie odnosi się do warunków panujących wokół Saltstraumen). Dzięki chrześcijańskiemu biskupowi, który uspokoił wody, Olaf ostatecznie zwyciężył i zamordował Rauda, gdy ten odmówił przejścia na chrześcijaństwo. 

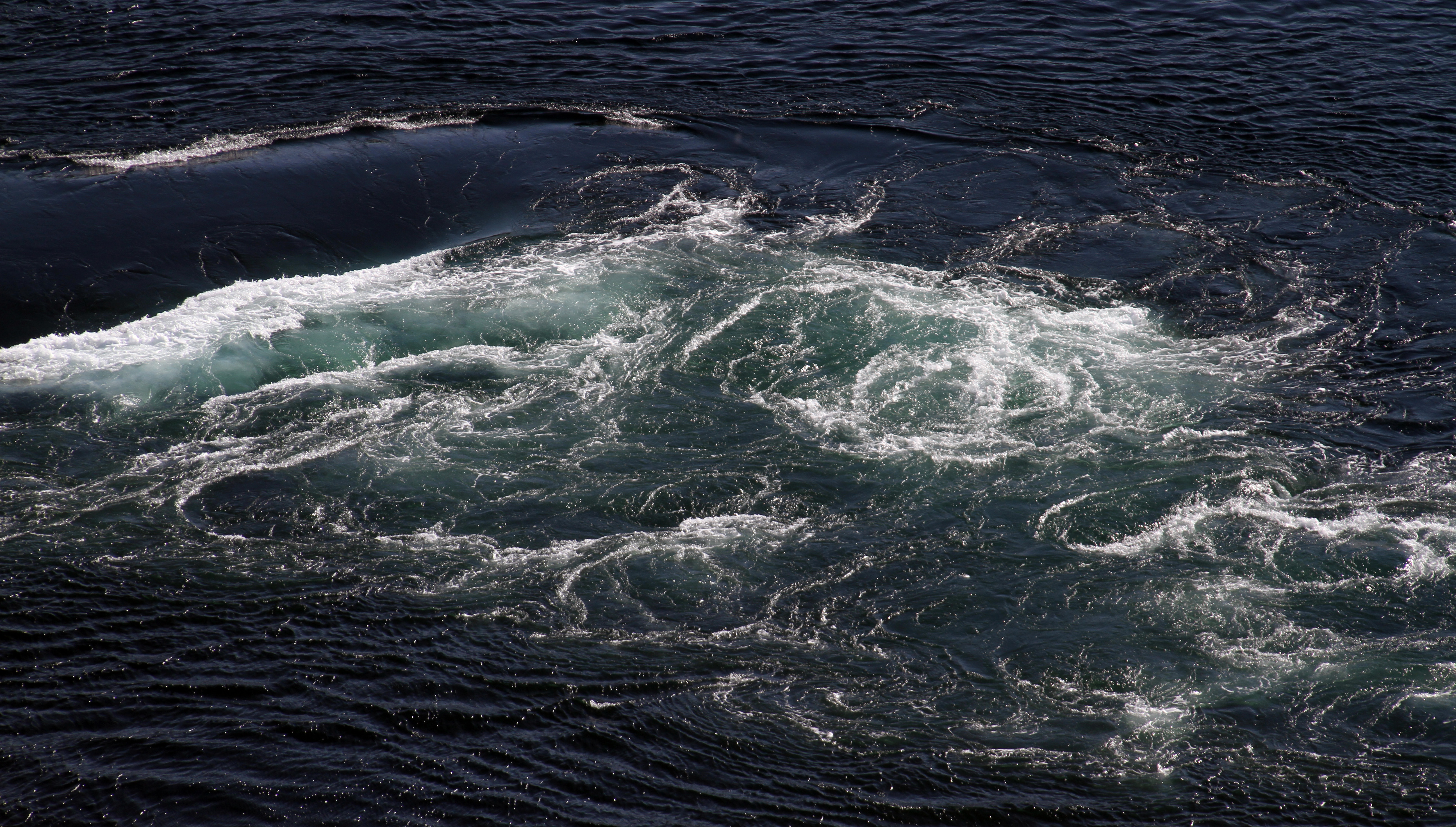
Wiry w cieśninie Saltstraumen
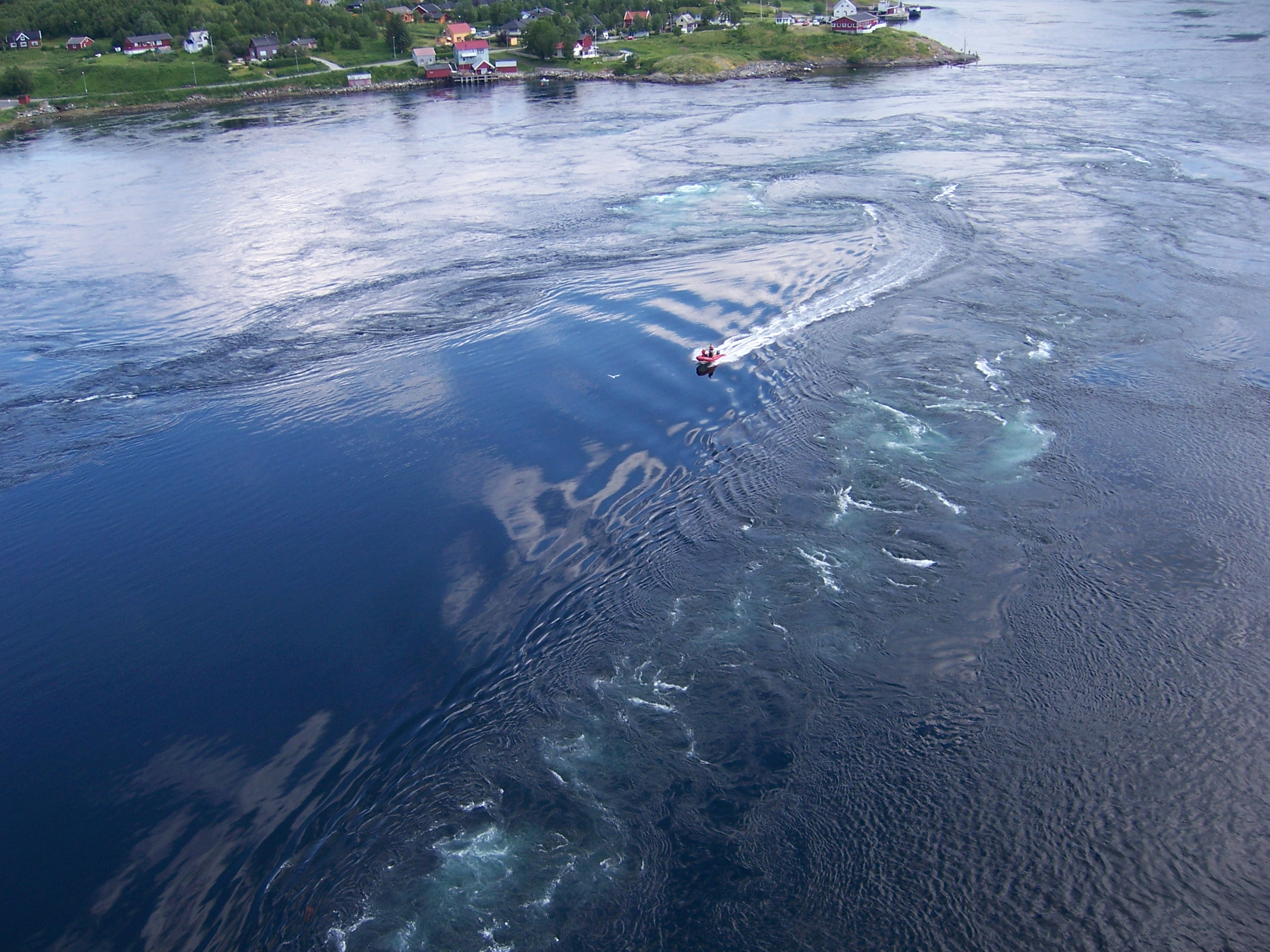
Łódź płynąca w górę prądu
- Film z mostu nad cieśniną
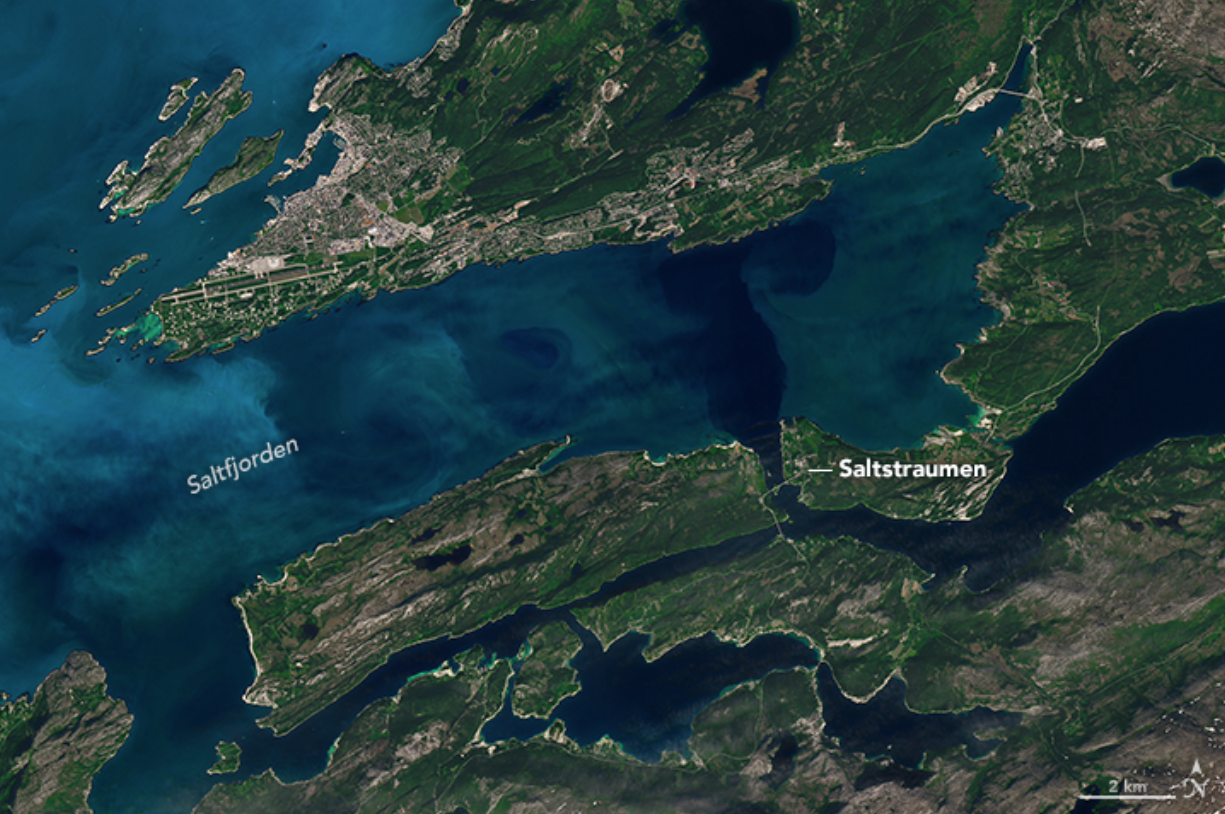
Wypływ wody z Saltstraumen widoczny na obrazie satelitarnym NASA